# Amstel Gold Race 2008
La 43ª edición de la Amstel Gold Race se disputó el 20 de abril de 2008. La prueba salía de Maastricht y llegaba a Valkenburg, con final en la cima del Cauberg, sobre 253 km.

## Clasificación final
| Pos. | Ciclista              | Equipo           | Tiempo     |
| ---- | --------------------- | ---------------- | ---------- |
| 1.   | Damiano Cunego        | Lampre           | 6h 35' 29" |
| 2.   | Fränk Schleck         | CSC              | m.t.       |
| 3.   | Alejandro Valverde    | Caisse d'Epargne | + 2"       |
| 4.   | Davide Rebellin       | Gerolsteiner     | m.t.       |
| 5.   | Thomas Dekker         | Rabobank         | + 6"       |
| 6.   | Christian Pfannberger | Barloworld       | + 14"      |
| 7.   | Serguéi Ivanov        | Astana           | + 18"      |
| 8.   | Joaquim Rodríguez     | Caisse d'Epargne | + 23"      |
| 9.   | Karsten Kroon         | CSC              | + 27"      |
| 10.  | Jérôme Pineau         | Bouygues Telecom | + 45"      |